# Frubacka
Frubacka is een plaats in de gemeente Karlstad in het landschap Värmland en de provincie Värmlands län in Zweden. De plaats heeft 50 inwoners (2005) en een oppervlakte van 15 hectare.